# 유엔식량농업기구 한국협회
유엔식량농업기구 한국협회(유엔食糧農業機構韓國協會, Korea FAO Association, 약칭 FAO 한국협회)는 대한민국과 유엔 식량 농업 기구 상호간의 유기적인 연결 및 우방제국과의 기술·자료 교환 추진을 목적으로 1957년 12월 10일 설립된 대한민국 농림축산식품부 소관의 농수산 식품 관련 국제협력단체이다. FAO 한국협회는 아프리카-아시아 농촌개발기구(African-Asian Rural Development Organization, AARDO) 극동지역사무소를 겸임·운영하고 있다. 사무실은 경기도 안양시 동안구 비산동 1112-1 안양건설타워 1313호에 있다.

## 주요 사업
- 해외농업 기술정보 자료와 UN-FAO의 농·림·축·수산통계 자료의 국내보급 및 국제농업 기술교류
- 정기간행물 발간
  - 세계 식품과 농업(월간지)
  - 세계식량농업백서(연간지)
  - FAO 농업통계연감
  - FAO 수산연감
- FAO 농업정책관련 국제세미나 및 국제심포지엄 개최

## 같이 보기
- 유엔식량농업기구
- 유엔한국협회
- 아프리카-아시아 농촌개발기구